# Robert Craig McNamara
Robert Craig McNamara es un empresario estadounidense, presidente y dueño de Huertos de la Sierra (Sierra Orchards), un negocio agrícola diversificado que incluye trabajo directamente en el campo, procesamiento y operaciones de marketing, en el que los productos son principalmente nueces orgánicas y aceite de oliva. McNamara también sirve como el fundador y presidente del Centro de Aprendizaje basado en el uso de la tierra . El objetivo de este innovador programa es ayudar a los estudiantes de secundaria en convertirse en aprendices de la vida, mediante la superación de obstáculos para el cambio, y la construcción de un mayor capital social y humano en sus comunidades. Craig McNamara es actualmente el presidente del Departamento de Alimentación y Agricultura de California.

## Antecedentes y carrera
Craig McNamara nació en  Ann Arbor, Míchigan. Él es el único hijo del exsecretario de Estados Unidos de la defensa, Robert McNamara (2009) y Margaret Craig (1981).
McNamara logró entrar en la Universidad de Stanford en 1969, pero la abandonó. Después de que McNamara dejó Stanford, pasó varios años viajando por México, Colombia, Ecuador, Perú, Bolivia, terminando en Chile, en la isla de pascua, Rapa Nui. En este último lugar un día Mcnamara se encontraba decaído en la playa, en donde Matusalen Heyrirorocco (Masu) lo acogió, aquí conoció las técnicas pascuense sobre el trabajo de la tierra, tiempo después es encontrado por su padre en dicha isla. Después de trabajar en las granjas locales de América del Sur, incluyendo su proyecto de un negocio lechero en la Isla de Pascua, descubrió su pasión por la agricultura sostenible. Regresó a los Estados Unidos y se inscribió en la Universidad de California, Davis y se graduó en 1976 con una licenciatura en Ciencias de la tierra. Después de pasar 3 años de aprendizaje con Ton Lum, Craig McNamara fundó Huertos de la Sierra(Sierra Orchards).

## Presidente y propietario de Sierra Huertas
McNamara estableció Huertos de la Sierra en 1980. El proyecto Huertos de la Sierra se encuentra dentro de los límites de Winters, California, una pequeña ciudad en el Condado de Yolo, en la frontera con el Condado de Solano. El huerto es de aproximadamente 450 acres de tamaño y produce en su mayoría nueces orgánicas. Huertos de la Sierra es reconocido por su uso de prácticas sostenibles y técnicas de conservación. McNamara también ha sido reconocido por su destacada labor agrícola y por su compromiso por garantizar un sistema alimentario saludable y sostenible para California y para toda la nación.
Craig y Julie McNamara son los fundadores del Programa GRANJAS, una asociación que se inició en 1993, y que se unió a Huertos de la Sierra (el proyecto de agricultura de la familia de McNamara), granjas está ahora integrado como un plan de estudios del Centro de Aprendizaje basado en el uso de la tierra.

## Centro de Aprendizaje basado en el uso de la tierra
El Programa slews se formó en 2001, después de asociarse con el Programa de Manejo del suelo de Audubon California. Este programa de aprendizaje duplicó el número de estudiantes anualmente. Como resultado de este crecimiento dramático y el aumento de la demanda, en febrero de 2001 se formó GRANJAS, Inc., una organización sin fines de lucro y la cual se trasladó a la nueva sede en La Granja de Putah Creek en Winters, California. En 2004, GRANJAS, Inc. fue rebautizada como el Centro de Aprendizaje basado en el uso de la tierra. El programa llega ahora a casi 2.000 estudiantes cada año.

## Presidente del Departamento de Alimentación y Agricultura de California
Craig McNamara ha servido en el Departamento de Alimentación y Agricultura de California desde el año 2002. El 1 de febrero de 2011 el gobernador Jerry Brown nombró como presidente a Craig McNamara de este departamento estatal. McNamara está trabajando para asegurar que se satisfagan los objetivos de Ag Vision 2030.  McNamara es también un apasionado de compartir su conocimiento de agricultura sostenible y de liderazgo con el mundo que le rodea.

## Otras colaboraciones
McNamara es un graduado del Programa de Liderazgo Agrícola de California y del Foro de Liderazgo de América.
Sus logros profesionales incluyen: miembro del consejo de Seguridad agrícola-alimentaria de América,Universidad de California, Asesor de Davis Dean y miembro del consejo asesor del Instituto de Sostenibilidad Agrícola, Instituto de Políticas Públicas de California, exmiembro del Patronato de la Fundación de la Universidad de California.

## Vida personal
Craig McNamara está casado con Julia McNamara. Junto con su esposa y sus tres hijos vive en la ciudad de Winters, California.

## Premios
Craig McNamara ha recibido varios premios, entre ellos el  Premio de Conservación Leopold (Leopold Conservation Award), el premio de liderazgo ambiental y económico por parte del gobierno de California , el Premio de Distinción de UC Davis y el reconocimiento como Alumno Sobresaliente.